# Marty Friedman (basket-ball)
Pour les articles homonymes, voir Friedman.
Marty Friedman, né le 12 juillet 1889 à New York et mort le 1er janvier 1986, est un joueur et entraîneur américain de basket-ball. Il évoluait au poste d'arrière. 
Il contribue au développement de la popularité du basketball en Europe au début du XXe siècle.

## Biographie
La carrière professionnelle de Marty Friedman dure près de vingt ans (1910-27). Il demeure considéré comme l'un des meilleurs arrières défensifs des débuts du basket-ball. Lui et Barney Sedran (en) étaient surnommés The Heavenly Twins (« Les jumeaux divins »). 
Il joue dans la quasi-totalité des ligues existant dans la Côte Est des États-Unis et conduit fréquemment ses équipes à la victoire. Lorsque commence la Première Guerre mondiale, Friedman voyagea dans le monde entier pour promouvoir le basket-ball. Il crée une compétition opposant plus de 600 équipes en France, qui inspirera les Jeux interalliés. En 1919, il est le capitaine de l'équipe américaine qui remporte les Jeux interalliés organisés à Joinville-le-Pont. 
À partir de 1921, il joue dans l'équipe des New York Whirlwinds, alors considérée comme l'une des meilleures équipes au monde. Une série de matchs opposa son équipe aux Original Celtics devant plus de 11 000 spectateurs. La première rencontre est remportée par les Whirlwinds sur un score de 40 à 27, et la seconde par les Celtics (26-24). Les dirigeants, craignant que le public particulièrement animé ne perturbe la finale, ont préféré annuler le troisième match.   
En 1925-26, il est entraîneur-joueur dans l'équipe des Rosenblums de Cleveland qui remporte le championnat de l'American Basketball League. Il prend sa retraite sportive en 1927 mais demeure entraîneur des Rosenblums. Il les conduit à nouveau au titre lors de la saison 1928-29. Il devient ensuite entraîneur des Haymakers de Troy durant la saison 1938-1939.  
Après sa retraite sportive, Friedman devient le propriétaire d'un parking à New York. Il le revend en 1959 et prend sa retraite à l'âge de soixante-dix ans.  
En 1972, il est intronisé au Basketball Hall of Fame. En 1994, il fait son entrée à l'International Jewish Sports Hall of Fame.   

## Palmarès
- Victoire avec l'équipe américaine lors des Jeux interalliés en 1919[2].
- Champion de l'American Basketball League avec les Rosenblums de Cleveland : 1925-26 (joueur), 1928-29 (entraîneur).